# Manosahe
Manosahe ist eine osttimoresische Siedlung im Suco Aituto (Verwaltungsamt Maubisse, Gemeinde Ainaro). Das Dorf liegt im Norden der Aldeia Aihou, auf einer Meereshöhe von 1548 m an einer kleinen Straße, die es mit dem nördlichen Nachbarort Kolohunu und im Westen mit dem Dorf Lau-Heli (Suco Horai-Quic) verbindet. Südlich liegt Aihou, der Hauptort der Aldeia. Dazwischen befinden sich eine Reihe von verstreut liegenden Einzelhäusern.